# Maureen McCormick
Maureen McCormick (Encino, California, 5 de agosto de 1956) es una actriz estadounidense.

## Biografía
Su debut en televisión se remonta a 1964, con tan sólo ocho años de edad, en un anuncio de la muñeca Barbie. Su fotogenia y espontaneidad ante la cámara le proporcionan pequeños papeles episódicos en series populares de la época como Bewitched (1964), I Dream of Jeannie (1966) o My Three Sons (1967).
Su gran lanzamiento se lo proporcionó el papel de Marcia Brady, la hija mayor de Mike (Robert Reed) y Carol (Florence Henderson) en la popularísima sitcom La tribu de los Brady, emitida entre 1969 y 1974. La producción llegaría a alcanzar el estatus de serie de culto y el personaje de Marcia, una adolescente inteligente, guapa y responsable, lanzó a la fama a la joven actriz.
El éxito de la serie hizo que tras su cancelación, y como ocurrió con el resto del reparto, la carrera de Maureen se viera lastrada por el personaje que había interpretado durante cinco años. En la temporada 1976-1977 todo el equipo de actores se reunió de nuevo para presentar el magazín The Brady Bunch Hour; en 1981 se inventó un spin-off, titulado The Brady Brides, centrado en las vidas de Marcia y su hermana Jan (Eve Plumb), tras contraer matrimonio, pero fue retirado poco después del estreno; en 1981 y 1988 se rodaron sendas películas para televisión continuando la historia de la familia Brady y contando con el reparto original.
La carrera de la actriz nunca retomó lo suficiente para alcanzar la popularidad que le había proporcionado Marcia. En 1994, interpretó el papel de Rizzo en la versión de Grease para los escenarios de Broadway. Un año más tarde publicó un álbum de música country titulado When You Get a Little Lonely. En 2000 intervino en la serie Passions y en 2007 participó en el reality show Celebrity Fit Club, en el que consiguió perder 15 kilos, lo que la convirtió en la ganadora del concurso
El 15 de octubre de 2008 Maureen publicó su experiencia en Surviving Marcia Brady and Finding My True Voice (Sobreviviendo a Marcia Brady y hallando mi verdadera voz), libro en el que, la actriz revela su romance con su hermano de la TV, Barry Williams, sus salidas con Michael Jackson y Steve Martin, su uso de cocaína y fiestas en la Mansión de Playboy y la casa de Sammy Davis Jr., un embarazo no deseado y los favores sexuales que concedía a cambio de drogas.

## Discografía
Álbumes de estudio
- 1995: When You Get a Little Lonely